# زمان (روزنامه)

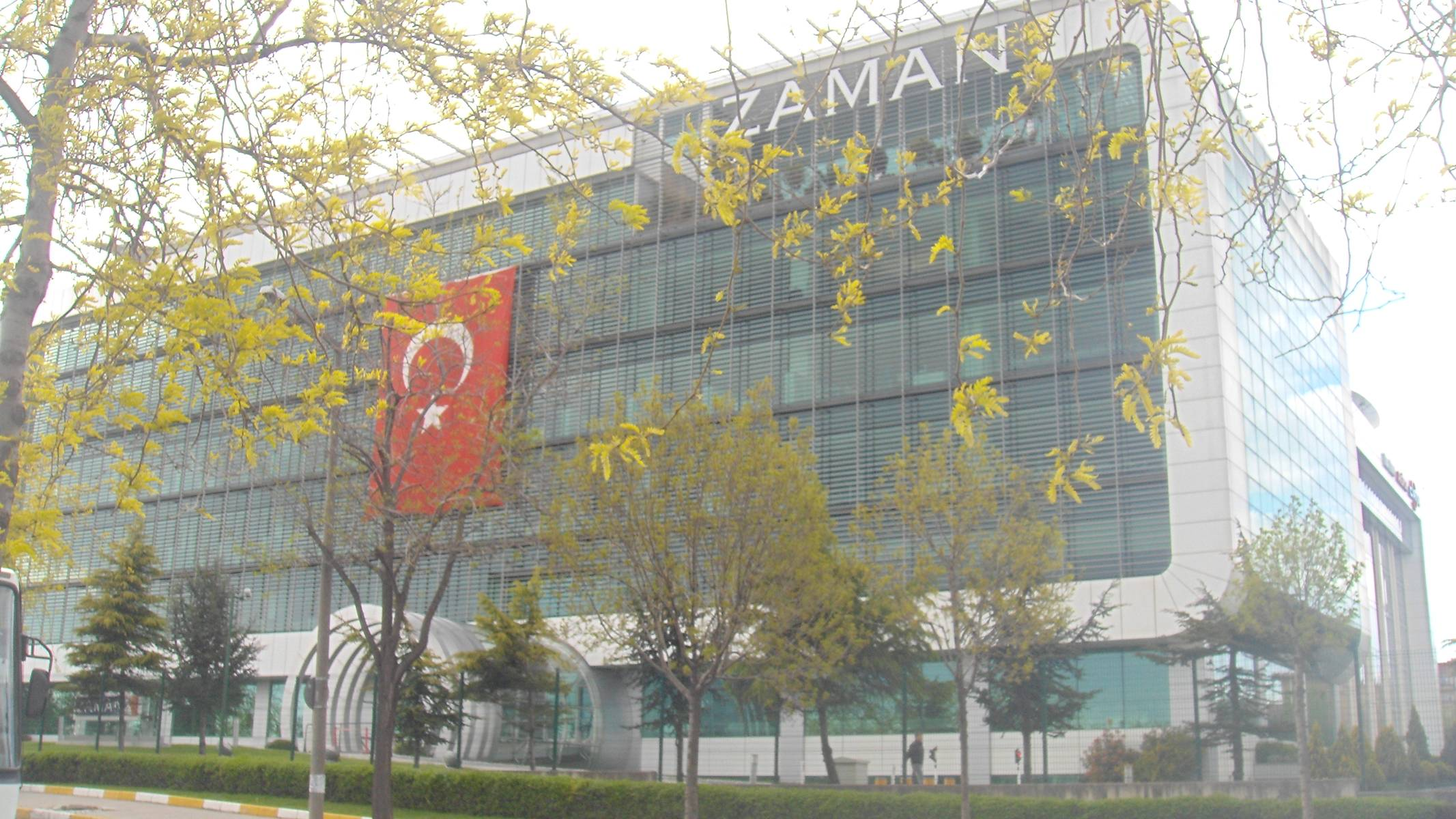
ساختمان مرکزی روزنامه زمان در خیابان بوسنی استانبول.

روزنامه زمان  (به ترکی استانبولی: Zaman Gazetesi) از روزنامه‌های پرشمارگان ترکیه بود.  آغاز انتشار زمان به‌سال ۱۹۸۶ برمی‌گشت. زمان با تیراژ یک میلیون نسخه، پُرشمارترین روزنامه ترکیه بود.. این روزنامه در ۴ مارس ۲۰۱۶ به حکم دادگاه توسط دولت ترکیه مصادره و مدتی بعد تعطیل شد.

## جناح‌بندی سیاسی
روزنامه زمان از منتقدان سیاست‌های رجب طیب اردوغان، رئیس‌جمهور ترکیه بود. گفته می‌شود که روزنامه زمان ارتباطات نزدیکی با فتح‌الله گولن داشت.
در تاریخ ۴ مارس ۲۰۱۶ (۱۴ اسفند ۱۳۹۴) دادگاهی در استانبول، حُکم به اداره این روزنامه توسط «معتمد دولتی» را داد که از سوی دادگاه تعیین شود. این حکم با اعتراض گسترده فعالین آزادی رسانه‌ها و روزنامه‌نگاران مستقل مواجه شد. سازمان عفو بین‌الملل حکم دادگاه مبنی بر کنترل دولتی روزنامه را «ضربه سنگینی به آزادی مطبوعات در ترکیه» توصیف کرد.